# Лычёво (Псковская область)
Лычёво — деревня в Великолукском районе Псковской области России. Входит в состав Лычёвской волости.

## География
Расположена в центре района, на юго-восточной границе Великих Лук

## Население
| 2001 | 2002 | 2010 |
| ---- | ---- | ---- |
| 637  | ↘517 | ↗543 |

Численность населения деревни по состоянию на начало 2001 года составила 637 жителей.

## История
В 1927 году деревня Лычёво стала центром Лычёвского сельсовета, в январе 1995 года — одноимённой волости.